# Пентвін Динамо
ФК «Пентвін та Лланедейрн Динамос» або «Пентвін Динамо» (англ. Pentwyn and Llanedeyrn Dynamos Football Club) — валлійський футбольний клуб з міста Кардіфф, заснований у 1975 році. Виступає у Прем'єр-Лізі Південного Уельсу. Домашні матчі приймає на стадіоні «Парк Койд-і-Нант», потужністю 100 глядачів.